# Coenosia fengi
Coenosia fengi este o specie de muște din genul Coenosia, familia Muscidae, descrisă de Yang și Zhao în anul 2002.
Este endemică în Sichuan. Conform Catalogue of Life specia Coenosia fengi nu are subspecii cunoscute.